# Distretto di Darrang
Il distretto di Darrang è un distretto dello stato dell'Assam, in India. Il suo capoluogo è Mangaldai.